# Станційна колія
Станційна колія — залізнична колія, розташована в межах роздільних пунктів. 

## Різновиди
До станційних колій належать:
- головні колії в межах станції
- приймально-відправочні колії
- сортувальні колії
- гіркові колії
- завантажувально-розвантажувальні колії
- деповські колії
- ходові колії для локомотивів
- з'єднувальні колії
- колії стоянки пожежних, відбудовчих поїздів і окремих пасажирських вагонів
- вагові колії
- перевантажувальні колії

### Деповські колії
Деповська колія — залізнична колія в будівлі електродепо та їх продовження до світлофорів, що огороджують вихід на паркові колії.

## Колії спеціального призначення
До станційних колій також відносяться колії спеціального призначення:
- під'їзні колії
- запобіжні тупики
- уловлюючі тупики

На великих станціях колії, призначені для виконання однорідних операцій, об"єднують в групи, називають парками колій.